# 风胡子
（?—?），春秋时期楚国的铸剑师。楚昭王时，奉命到吴地。请欧冶子、干将铸成龙渊、太阿、工布。他说，轩辕、神农、华胥时代以石为兵器，大禹时代以铜为兵器，现代以铁为兵器。